# Khalil Mack
Khalil Mack (* 22. Februar 1991 in Fort Pierce, Florida) ist ein US-amerikanischer American-Football-Spieler auf der Position des Outside Linebackers und des Defensive Ends, der derzeit bei den Los Angeles Chargers unter Vertrag steht. Er spielte College Football für die University at Buffalo und wurde im NFL Draft 2014 als fünfter Spieler in der ersten Runde von den Oakland Raiders ausgewählt. Von 2018 bis 2021 spielte Mack für die Chicago Bears. Er hält den Rekord in der National Collegiate Athletic Association (NCAA) für die meisten erzwungenen Fumbles und die meisten Tackles for loss (Tackles mit Raumverlust).

## Frühe Jahre
Mack besuchte die Fort Pierce Westwood High School, wo er zunächst darauf fokussiert war, durch Basketball ein Sportstipendium zu erhalten. Nachdem er sich vor seinem Sophomorejahr die Patellasehne gerissen hatte, wurde er jedoch vom Trainer des Schul-Footballteams angeworben, der seinen Eltern versprach, dass er dennoch durch Football ein Stipendium erhalten würde. Als Senior gelangen Mack 140 Tackles, darunter acht für Raumverlust, und neun Sacks. Als Neuling in diesem Sport wurde er von Rivals.com dennoch nur als Zweisternetalent eingestuft. Das versprochene Stipendium erhielt er letztendlich von der State University of New York at Buffalo.
Nachdem er das erste Jahr bei den Buffalo Bulls ausgesetzt hatte, war er 2009 Stammspieler und bereits einer der besten Verteidiger der Mid-American Conference. Er verbuchte 68 Tackles, davon 14,5 für Yard-Verlust, viereinhalb Sacks, zehn verteidigte Pässe und zwei erzwungene Fumbles. Ein Jahr später wurde er ins First-Team All-Mac gewählt und ihm gelangen 20,5 Tackles für Raumverlust, was dem drittbesten Wert aller College-Spieler entsprach. 2012 erzielte er neue persönliche Bestwerte in Tackles (94), Tackles für Raumverlust (21) und Sacks (8) und wurde wieder ins All-Conference-Team gewählt. Nach seiner Senior-Saison 2013 wählte ihn die Studentenzeitschrift der Universität zum besten Footballspieler in der Division-I-Geschichte der Buffalo Bulls. Ihm gelangen in 13 Spielen 100 Tackles, 10,5 Sacks, 19 Tackles für Yardverlust, drei Interceptions und fünf erzwungene Fumbles. Er wurde zum MAC Defensive Player of the Year und Second-Team All-American gewählt.

### College-Rekorde

#### Buffalo-Bulls-Rekorde
- Meiste Tackles für Raumverlust (75)
- Meiste Sacks (28,5)
- Meiste erzwungene Fumble (16)

#### NCAA-Rekorde
- Geteilter Rekord für Tackles mit Raumverlust (75)
- Meiste erzwungene Fumbles (16)

## NFL
Vor dem NFL Draft 2014 galt Mack als Kandidat für die frühe erste Runde. Dies bestätigte sich, als er von den Oakland Raiders als fünfter Spieler ausgewählt wurde.
Nach seiner Rookie-Saison wurden ihm gute Chancen für die Auszeichnung zum AP Defensive Rookie of the Year zugerechnet. Letztendlich landete er auf dem dritten Platz hinter Aaron Donald von den St. Louis Rams und C. J. Mosley von den Baltimore Ravens. Allerdings erhielt er diese Auszeichnung von den Experten von ESPN’s NFL Live.

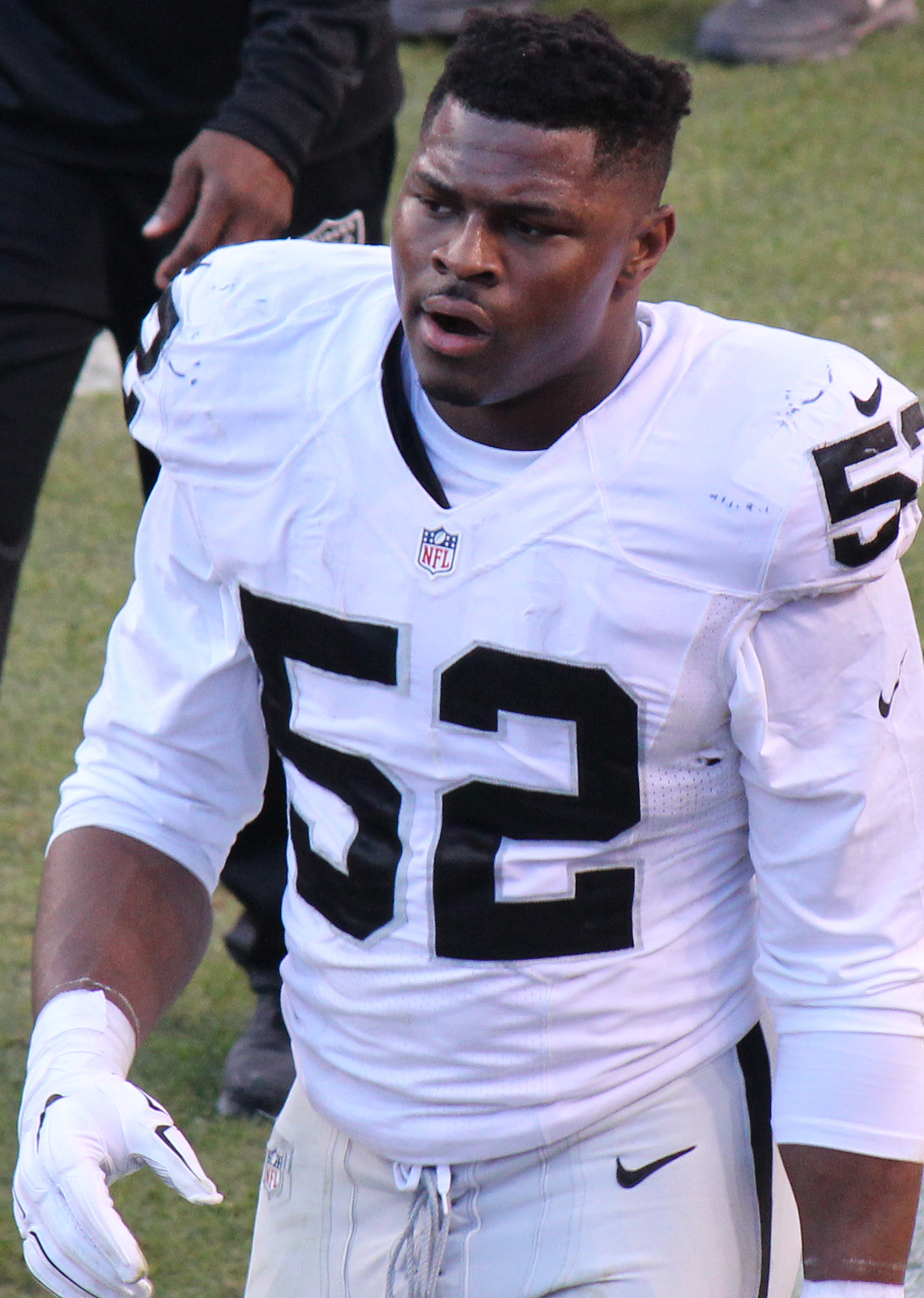
Khalil Mack (2015)

Vor der Saison 2015 wechselte er von der Linebacker-Position zum rechten Defensive End. Am 14. Spieltag gelangen ihm gegen die Denver Broncos fünf Sacks, womit er den Raiders-Franchise-Rekord von Howie Long aus dem Jahr 1983 einstellte. In diesem Jahr wurde er in seinen ersten Pro Bowl gewählt. Außerdem wurde er als erster Spieler in der NFL-Geschichte auf zwei verschiedenen Positionen zum Associated Press All-Pro ernannt (DE/OLB).
Vor Beginn der Saison 2018 wechselte Khalil Mack von den Oakland Raiders für mehrere Draft-Picks, unter anderem Erstrundenpicks für 2019 und 2020, zu den Chicago Bears. Dort unterschrieb er einen Vertrag über sechs Jahre für 141 Millionen US-Dollar, der ihn zum bestbezahlten Verteidiger in der Geschichte der NFL machte. In der ersten Saison mit den Bears erzielte Mack 12,5 Sacks und 6 erzwungene Fumbles. Die Chicago Bears zogen mit einer Bilanz von 12 Siegen und 4 Niederlagen in die Play-offs ein.
Im März 2022 einigten sich die Bears darauf, Mack im Austausch für einen Zweitrundenpick 2022 und einen Sechstrundenpick 2023 an die Los Angeles Chargers abzugeben.